# Antoni Bura
Antoni Bura (ur. 22 grudnia 1898 w Karwinie, zm. 13 grudnia 1980 w Katowicach) – polski inżynier mechanik, działacz niepodległościowy, olimpijczyk z Sankt Moritz 1928.

## Życiorys
Urodził się 22 grudnia 1898 na Śląsku Cieszyńskim, w rodzinie Henryka i Barbary Milczek. Ukończył Polskie Gimnazjum Realne im Juliusza Słowackiego w Orłowie. W 1917 został wcielony do armii austriackiej. Z czasem dosłużył się stopnia podchorążego. Był członkiem Polskiej Organizacji Wojskowej i działaczem niepodległościowym na Śląsku Cieszyńskim. W 1920 wstąpił do Wojska Polskiego Był uczestnikiem wojny polsko – bolszewickiej, podczas której został odznaczony Krzyżem Walecznych. W 1921 zakończył karierę wojskową.
Uczestnik igrzysk olimpijskich w 1928 roku w Sankt Moritz, gdzie zajął 16. miejsce w konkurencji czwórek bobslejowych.
W 1934 ukończył studia na Wydziale Mechanicznym Politechniki Lwowskiej, następnie pracował jako praktykant (1934–1935) i sztygar maszynowy (1935–1938) w kopalniach węgla kamiennego. Od 1938 do wybuchu II wojny światowej był pracownikiem spółki górniczo-hutniczej na Zaolziu. W czasie okupacji przebywał w Krakowie. Do września 1944 pracował jako kierownik placu w przedsiębiorstwie Jan Sulikowski, a następnie jako robotnik w stolarni Unitas. Po wojnie brał udział w akcji uruchamiania przemysłu w rejonie Bielska. W latach 1945–1949 był dyrektorem Zakładów Wytwórczych Maszyn Elektrycznych M-2 w Cieszynie. Od 1950 pracował w Ministerstwie Górnictwa i Energetyki i równocześnie w Wyższej Szkole Inżynierskiej w Krakowie. W 1957 opublikował podręcznik „Maszyny i urządzenia górnicze”. Przeszedł na emeryturę 31 grudnia 1968. Zmarł 13 grudnia 1980 w Katowicach.

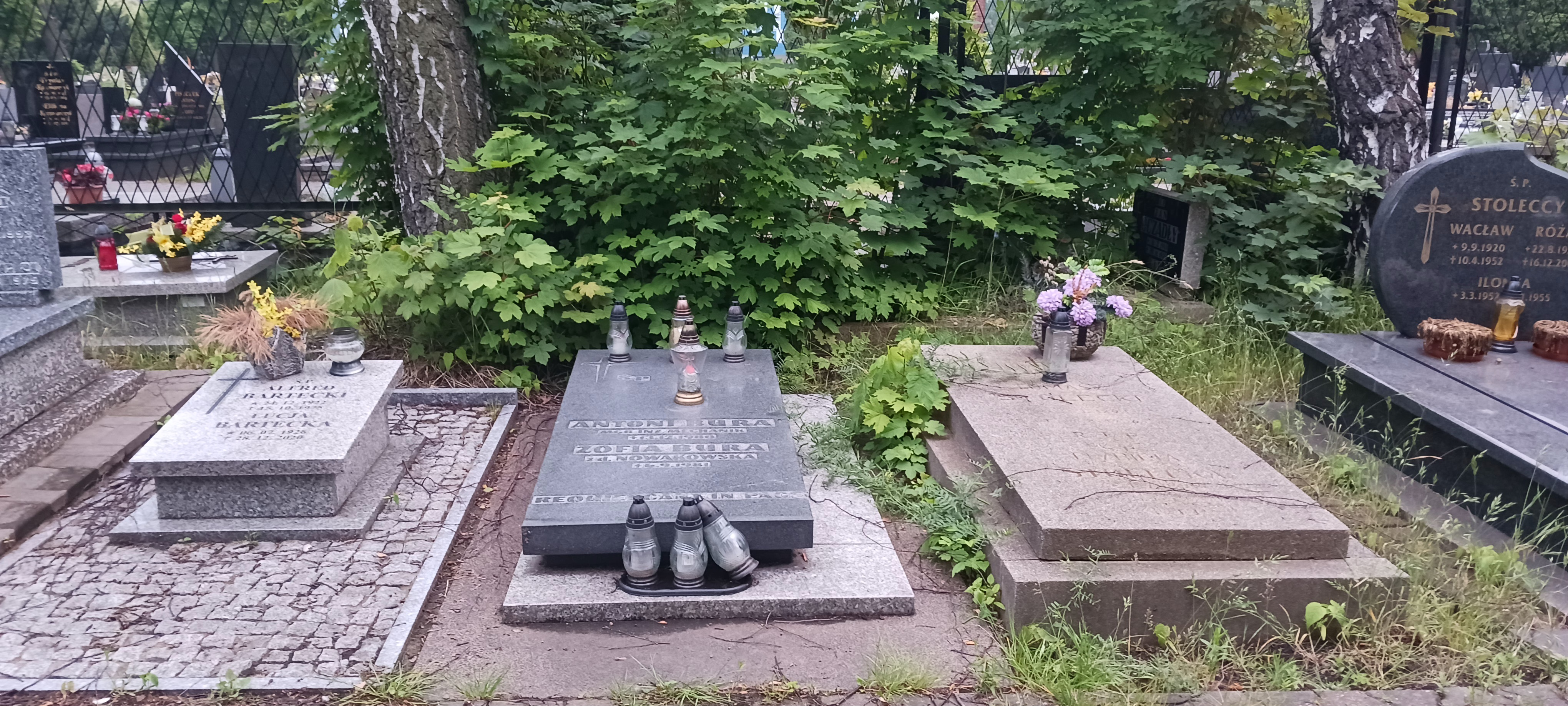
Grób Antoniego Bury na cm. NMP przy ul. Sienkiewicza w Katowicach.

## Ordery i odznaczenia
- Krzyż Walecznych
- Srebrny Krzyż Zasługi (9 września 1924)[4]